# Erich Priebke
Erich Priebke (Hennigsdorf, 29. srpnja 1913. ‒ Rim, 11. listopada 2013.), njemački ratni zločinac, SS-ovski Hauptsturmführer (satnik) na dužnosti u Gestapu, odgovoran među inim za ubojstvo 335 civila 1944. u Ardeantinskim jamama na jugu Rima.
Nakon rata, pobjegao je, uz pomoć ODESS-e, u Argentinu gdje je živio više od 50 godina, pa je izručen Italiji.
Suđeno mu je pred Vojnim sudom u Rimu, te je osuđen na kaznu doživotnog zatvora.